# Alan Garner
Alan Garner (Congleton, 17 ottobre 1934) è uno scrittore inglese, noto soprattutto per i suoi romanzi per ragazzi e la sua reinterpretazione dell'antico folclore britannico.

## Biografia
Il suo primo romanzo, La pietra magica di Brisingamen (The Weirdstone of Brisingamen), è del 1960, e unisce proprio elementi del folclore locale e un'ambientazione in Alderly Edge, città in cui lo scrittore è cresciuto, a una trama fantasy nella quale il cuore della magia è racchiuso nella pietra del titolo. Il seguito, La luna di Gomrath (The Moon of Gomrath), è del 1963, mentre il terzo volume della trilogia, Boneland, è stato pubblicato nel 2012.
Come le due opere precedenti, anche il terzo romanzo di Garner, Elidor, pubblicato nel 1965, è stato tradotto dalla piccola casa editrice Filadelfia. Nell'intervallo di tempo trascorso fra Elidor e Boneland, con The Owl Service (1967) e Red Shift (1973) lo scrittore ha continuato il suo viaggio nel fantasy, per poi allontanarsi dal genere nel 1979 con The Stone Book Quartet, una serie di quattro racconti dedicati alla vita di un giorno per quattro generazioni della sua famiglia. Fra il 1979 e il 1986 ha dedicato tre opere alle tradizioni fantastiche della sua terra e successivamente ha scritto due romanzi ambientati sempre nel Cheshire ma privi di elementi fantastici.
Nel 2023 la casa editrice Neri Pozza ha pubblicato La pietra e lo specchio, traduzione del romanzo del 2021 Treacle Walker.